# World Trigger
World Trigger (ワールドトリガー, Wārudo Torigā) est un manga écrit et dessiné par Daisuke Ashihara. Il est prépublié entre février 2013 et novembre 2018 dans le magazine Weekly Shōnen Jump, puis transféré dans le magazine Jump SQ. en décembre 2018 de l'éditeur Shūeisha. La version française est publiée par Kazé à partir d'octobre 2014.
Une adaptation en série télévisée d'animation produite par le studio Toei Animation est diffusée entre le 5 octobre 2014 et le 3 avril 2016 sur TV Asahi, puis en simulcast sur Crunchyroll à partir d'avril 2015. La deuxième saison est diffusée depuis le 9 janvier 2021 et une troisième saison est en cours de production.

## Synopsis
Ville de Mikado (三門市, Mikado-shi), population : 280 000 habitants. Un beau jour, un portail vers un univers parallèle apparaît soudainement dans la ville. Des créatures nommées "Neighbors", ou Soldat Trion (近界民, Neibā, litt. "Frontaliers") venues de l’autre dimension en sortent ravageant tout sur leur passage et semant le chaos. Cet autre monde dispose de technologies différentes et évoluées, laissant celle de la Terre sans effet. Alors que tout semble perdu, un mystérieux groupe sort de l'ombre avec pour objectif de repousser les frontaliers. Ayant égalé la technologie frontalière par leurs propres moyens, ils créent une organisation nommée « Border » ayant pour but de protéger la Terre de ces invasions.
Quatre ans après ces événements, un Frontalier Humanoïde du nom de Yûma Kuga (空閑 遊真, Kuga Yūma) arrive dans la ville de Mikado où il fait la rencontre de Osamu Mikumo (三雲 修, Mikumo Osamu), un agent de l'organisation Border.

## Personnages
Yûma Kuga (空閑 遊真, Kuga Yūma)
Coprotagoniste de l'histoire, il est un frontalier humanoïde possédant un Black Trigger. Il est très puissant par rapport aux humains et cherche une connaissance de son père sur Terre.
Osamu Mikumo (三雲 修, Mikumo Osamu)
Coprotagoniste Osamu est un membre du Border. Au début du manga, il n'est qu'une jeune recrue d'un faible niveau. Il s'entraîne au long du manga pour protéger ses amis.
Chika Amatori (雨取 千佳, Amatori Chika)
Jeune fille possédant un potentiel Trionique  énorme, elle n'est pas une combattante au début du manga mais elle s'entraîne dans le but de retrouver son grand frère et une amie enlevée par les frontaliers.
Replica (レプリカ, Repurika)
Autoproclamé le protecteur de Yuma, il connait de nombreuses informations sur le monde des frontaliers et aide Yuma dans sa quête.
Yûichi Jin (迅 悠一, Jin Yūichi)
Un soldat d'élite possédant la capacité de voir quelques bribes de l'avenir, il possède le Black Trigger d'un de ses supérieurs qui est mort. Il est extrêmement puissant et protège Yuma et Osamu.

## Manga
Écrite et dessinée par Daisuke Ashihara, la série World Trigger a débuté le 9 février 2013 dans le onzième numéro du magazine Weekly Shōnen Jump. Le premier volume relié est publié par Shūeisha le 4 juillet 2013. Le manga est mis en pause à partir du 28 novembre 2016, l'auteur Daisuke Ashihara étant tombé malade. La série reprend sa publication le 29 octobre 2018 dans le même magazine, avant d'être transféré dans le Jump SQ. en décembre 2018.
La version française est publiée par Kazé à partir du 22 octobre 2014 avec la sortie des deux premiers volumes. La série est également publiée en Amérique du Nord en version anglaise dans le magazine numérique Weekly Shonen Jump de l'éditeur VIZ Media, qui publie les volumes reliés à partir du 7 octobre 2014.

### Liste des volumes
| no | Japonais         | Japonais          | Français         | Français          |
| no | Date de sortie   | ISBN              | Date de sortie   | ISBN              |
| --- | ---------------- | ----------------- | ---------------- | ----------------- |
| 1 | 4 juillet 2013   | 978-4-08-870809-6 | 22 octobre 2014  | 978-2-82031-819-0 |
| Liste des chapitres : - Chapitre 1 : Osamu Mikumo (三雲 修, Mikumo Osamu) - Chapitre 2 : Yūma Kuga (空閑 遊真, Kuga Yūma) - Chapitre 3 : Yūma Kuga 2 (空閑 遊真 ➁, Yūma Kuga 2) - Chapitre 4 : Osamu Mikumo 2 (三雲 修 ➁, Mikumo Osamu 2) - Chapitre 5 : Yūma Kuga 3 (空閑 遊真 ➂, Kuga Yūma 3) - Chapitre 6 : L'unité Arashiyama (嵐山隊, Arashiyama-tai) - Chapitre 7 : Aï Kitota (木虎 藍, Kitora Ai) |                  |                   |                  |                   |
| 2 | 4 septembre 2013 | 978-4-08-870841-6 | 22 octobre 2014  | 978-2-82031-820-6 |
| Liste des chapitres : - Chapitre 8 : Aï Kitora 2 (木虎 藍 ➁, Kitora Ai 2) - Chapitre 9 : Aï Kitora 3 (木虎 藍 ➂, Kitora Ai 3) - Chapitre 10 : Les cadres du Border (ボーダー上層部, Bōdā jōsōbu) - Chapitre 11 : Yūichi Jin (迅 悠一, Jin Yūichi) - Chapitre 12 : Chika Amatori (雨取 千佳, Amatori Chika) - Chapitre 13 : Chika Amatori 2 (雨取 千佳 ➁, Amatori Chika 2) - Chapitre 14 : L'unité Miwa (三輪隊, Miwa-tai) - Chapitre 15 : L'unité Miwa 2 (三輪隊 ➁, Miwa-tai 2) - Chapitre 16 : L'unité Miwa 3 (三輪隊 ➂, Miwa-tai 3) |                  |                   |                  |                   |
| 3 | 4 décembre 2013  | 978-4-08-870863-8 | 3 décembre 2014  | 978-2-82031-897-8 |
| Liste des chapitres : - Chapitre 17 : Yūichi Jin 2 (迅 悠一 ➁, Jin Yūichi 2) - Chapitre 18 : Yūgo Kuga (空閑 有吾, Kuga Yūgo) - Chapitre 19 : La branche Tamakoma (玉狛支部, Tamakoma-shibu) - Chapitre 20 : Yūma Kuga 4 (空閑 遊真 ➃, Kuga Yūma 4) - Chapitre 21 : Osamu Mikumo 3 (三雲 修 ➂, Mikumo Osamu 3) - Chapitre 22 : La branche Tamakoma 2 (玉狛支部 ➁, Tamakoma-shibu 2) - Chapitre 23 : La branche Tamakoma 3 (玉狛支部 ➂, Tamakoma-shibu 3) - Chapitre 24 : Les champions de la centrale (本部トップ部隊(チーム), Honbu Toppu Chīmu) - Chapitre 25 : Yūichi Jin 3 (迅 悠一 ➂, Jin Yūichi 3) |                  |                   |                  |                   |
| 4 | 4 février 2014   | 978-4-08-880029-5 | 18 février 2015  | 978-2-82032-718-5 |
| Liste des chapitres : - Chapitre 26 : L'unité Arashiyama 2 (嵐山隊 ➁, Arashiyama-tai 2) - Chapitre 27 : Kei Tachikawa (太刀川 慶, Tachikawa Kei) - Chapitre 28 : Yūichi Jin 4 (迅 悠一 ➃, Jin Yūichi 4) - Chapitre 29 : L'unité Arashiyama 3 (嵐山隊 ➂, Arashiyama-tai 3) - Chapitre 30 : l'unité Arashiyama 4 (嵐山隊 ➃, Arashiyama-tai 4) - Chapitre 31 : Yūichi Jin 5 (迅 悠一 ➄, Jin Yūichi 5) - Chapitre 32 : Yūichi Jin 6 (迅 悠一 ➅, Jin Yūichi 6) - Chapitre 33 : Yūma Kuga 5 (空閑 遊真 ➄, Kuga Yūma 5) - Chapitre 34 : Chika Amatori 3 (雨取 千佳 ➂, Amatori Chika 3) |                  |                   |                  |                   |
| 5 | 4 avril 2014     | 978-4-08-880060-8 | 22 avril 2015    | 978-2-82032-008-7 |
| Liste des chapitres : - Chapitre 35 : Osamu Mikumo 4 (三雲 修 ➃, Mikumo Osamu 4) - Chapitre 36 : Osamu Mikumo 5 (三雲 修 ➄, Mikumo Osamu 5) - Chapitre 37 : Osamu Mikumo 6 (三雲 修 ➅, Mikumo Osamu 6) - Chapitre 38 : Yūma Kuga 6 (空閑 遊真 ➅, Kuga Yūma 6) - Chapitre 39 : Yūma Kuga 7 (空閑 遊真 ➆, Kuga Yūma 7) - Chapitre 40 : Yūma Kuga 8 (空閑 遊真 ➇, Kuga Yūma 8) - Chapitre 41 : Replica (レプリカ, Repurika) - Chapitre 42 : Replica 2 (レプリカ ➁, Repurika 2) - Chapitre 43 : Yūichi Jin 7 (迅 悠一 ➆, Jin Yūichi 7) |                  |                   |                  |                   |
| 6 | 4 juin 2014      | 978-4-08-880131-5 | 24 juin 2015     | 978-2-82032-028-5 |
| Liste des chapitres : - Chapitre 44 : La grande invasion (大規模侵攻, Daikibo Shinkō) - Chapitre 45 : La grande invasion 2 (大規模侵攻 ➁, Daikibo Shinkō 2) - Chapitre 46 : La grande invasion 3 (大規模侵攻 ➂, Daikibo Shinkō 3) - Chapitre 47 : La grande invasion 4 (大規模侵攻 ➃, Daikibo Shinkō 4) - Chapitre 48 : La grande invasion 5 (大規模侵攻 ➄, Daikibo Shinkō 5) - Chapitre 49 : La grande invasion 6 (大規模侵攻 ➅, Daikibo Shinkō 6) - Chapitre 50 : Osamu Mikumo 7 (三雲 修 ➆, Osamu Mikumo 7) - Chapitre 51 : Aï Kitora 4 (木虎 藍 ➃, Kitora Ai 4) - Chapitre 52 : Chika Amatori 4 (雨取 千佳 ➃, Amatori Chika 4) |                  |                   |                  |                   |
| 7 | 4 septembre 2014 | 978-4-08-880177-3 | 26 août 2015     | 978-2-82032-171-8 |
| Liste des chapitres : - Chapitre 53 : Tamakoma - Equipe 1 (玉狛第１, Tamakoma Daiichi) - Chapitre 54 : Aftokrator (アフトクラトル, Afutokuratoru) - Chapitre 55 : Tamakoma - Equipe 1 2 (玉狛第１ ②, Tamakoma Daiichi 2) - Chapitre 56 : L'unité Kazama (風間隊, Kazama-tai) - Chapitre 57 : La grande invasion 7 (大規模侵攻 ➆, Daikibo Shinkō 7) - Chapitre 58 : La grande invasion 8 (大規模侵攻 ➇, Daikibo Shinkō 8) - Chapitre 59 : La grande invasion 9 (大規模侵攻 ⑨, Daikibo Shinkō 9) - Chapitre 60 : La grande invasion 10 (大規模侵攻 ⑩, Daikibo Shinkō 10) - Chapitre 61 : La grande invasion 11 (大規模侵攻 ⑪, Daikibo Shinkō 11) |                  |                   |                  |                   |
| 8 | 3 octobre 2014   | 978-4-08-880195-7 | 21 octobre 2015  | 978-2-82032-200-5 |
| Liste des chapitres : - Chapitre 62 : Aftokrator 2 (アフトクラトル ②, Afutokuratoru 2) - Chapitre 63 : La grande invasion 12 (大規模侵攻 ⑫, Daikibo Shinkō 12) - Chapitre 64 : La grande invasion 13 (大規模侵攻 ⑬, Daikibo Shinkō 13) - Chapitre 65 : La grande invasion 14 (大規模侵攻 ⑭, Daikibo Shinkō 14) - Chapitre 66 : La grande invasion 15 (大規模侵攻 ⑮, Daikibo Shinkō 15) - Chapitre 67 : La grande invasion 16 (大規模侵攻 ⑯, Daikibo Shinkō 16) - Chapitre 68 : Aftokrator 3 (アフトクラトル ➂, Afutokuratoru 3) - Chapitre 69 : Osamu Mikumo 8 (三雲 修 ➇, Mikumo Osamu 8) - Chapitre 70 : La grande invasion 17 (大規模侵攻 ⑰, Daikibo Shinkō 17) |                  |                   |                  |                   |
| 9 | 5 janvier 2015   | 978-4-08-880296-1 | 2 décembre 2015  | 978-2-82032-239-5 |
| Liste des chapitres : - Chapitre 71 : La grande invasion 18 (大規模侵攻 ⑱, Daikibo Shinkō 18) - Chapitre 72 : La grande invasion 19 (大規模侵攻 ⑲, Daikibo Shinkō 19) - Chapitre 73 : La grande invasion 20 (大規模侵攻 ⑳, Daikibo Shinkō 20) - Chapitre 74 : Kyōsuke Karasuma (烏丸 京介, Karasuma Kyōsuke) - Chapitre 75 : La grande invasion 21 (大規模侵攻 ㉑, Daikibo Shinkō 21) - Chapitre 76 : Shūji Miwa (三輪 秀次, Miwa Shūji) - Chapitre 77 : La grande invasion 22 (大規模侵攻 ㉒, Daikibo Shinkō 22) - Chapitre 78 : Yūwa Kuga 9 (空閑 遊真 ⑨, Kuga Yūwa 9) - Chapitre 79 : La grande invasion 23 (大規模侵攻㉓, Daikibo Shinkō 23) |                  |                   |                  |                   |
| 10 | 4 mars 2015      | 978-4-08-880332-6 | 24 février 2016  | 978-2-82032-313-2 |
| Liste des chapitres : - Chapitre 80 : Replica 3 (レプリカ③, Repurika 3) - Chapitre 81 : La grande invasion 24 (大規模侵攻㉔, Daikibo Shinkō 24) - Chapitre 82 : Osamu Mikumo 9 (三雲 修 ⑨, Mikumi Osamu 9) - Chapitre 83 : Yūma Kuga 10 (空閑 遊真⑩, Kuga Yūma 10) - Chapitre 84 : Osamu Kimuno 10 (三雲 修⑩, Mikumo Osamu 10) - Chapitre 85 : Osamu Kimuno 11 (三雲 修⑪, Mikumo Osamu 11) - Chapitre 86 : Tamakoma - Equipe 2 (玉狛第2, Tamakoma Dai-ni) - Chapitre 87 : Tamakoma - Equipe 2 2 (玉狛第2 ②, Tamakoma Dai-ni 2) - Chapitre 88 : Tamakoma - Equipe 2 3 (玉狛第2 ➂, Tamakoma Dai-ni 3) |                  |                   |                  |                   |
| 11 | 4 juin 2015      | 978-4-08-880368-5 | 27 avril 2016    | 978-2-82032-365-1 |
| Liste des chapitres : - Chapitre 89 : Tamakoma - Equipe 2 4 (玉狛第２ ④, Tamakoma Dai-ni 4) - Chapitre 90 : Tamakoma - Equipe 2 5 (玉狛第２ ➄, Tamakoma Dai-ni 5) - Chapitre 91 : Tamakoma - Equipe 2 6 (玉狛第２ ➅, Tamakoma Dai-ni 6) - Chapitre 92 : Shiori Usami (宇佐美 栞, Usami Shiori) - Chapitre 93 : Kō Murakami (村上 鋼, Murakami Kō) - Chapitre 94 : Yūma Kuga 11 (空閑遊真 ⑪, Kuga Yūma 11) - Chapitre 95 : Suzunari - Equipe 1 (鈴鳴第一, Suzunari Daiichi) - Chapitre 96 : L'unité Nasu (那須隊, Nasu-tai) - Chapitre 97 : L'unité Nasu 2 (那須隊②, Nasu-tai 2) |                  |                   |                  |                   |
| 12 | 4 septembre 2015 | 978-4-08-880463-7 | 22 juin 2016     | 978-2-82032-476-4 |
| Liste des chapitres : - Chapitre 98 : L'unité Nasu 3 (那須隊➂, Nasu-tai 3) - Chapitre 99 : L'unité Nasu 4 (那須隊④, Nasu-tai 4) - Chapitre 100 : Kō Murakami 2 (村上鋼②, Murakami Kō 2) - Chapitre 101 : Yūma Kuga 12 (空閑 遊真 ⑫, Kuga Yūma 12) - Chapitre 102 : Rei Nasu (那須 玲, Nasu Rei) - Chapitre 103 : Tamakoma - Equipe 2 7 (玉駒第二⑦, Tamakoma Dai-ni 7) - Chapitre 104 : Tamakoma - Equipe 2 8 (玉駒支部➇, Tamakoma Dai-ni 8) - Chapitre 105 : Aftokrator 4 (アフトクラトル④, Afutokuratoru 4) - Chapitre 106 : Masataka Ninomiya (二宮匡貴, Ninomiya Masataka) |                  |                   |                  |                   |
| 13 | 4 décembre 2015  | 978-4-08-880499-6 | 24 août 2016     | 978-2-82032-498-6 |
| Liste des chapitres : - Chapitre 107 : Osamu Mikumo 12 (三雲修⑫, Mikumo Osamu 13) - Chapitre 108 : Yuzuru Ema (絵馬 ユズル, Ema Yuzuru) - Chapitre 109 : Masato Kageura (影浦 雅人, Kageura Masato) - Chapitre 110 : Haruaki Azuma (東 春秋, Azuma Haruaki) - Chapitre 111 : Yūichi Jin 8 (迅悠一⑧, Jin Yūichi 8) - Chapitre 112 : Haruaki Azuma 2 (東 春秋②, Azuma Haruaki) - Chapitre 113 : Unité Kageura (影浦隊, Kageura-tai) - Chapitre 114 : Masataka Ninomiya 2 (二宮 匡貴②, Ninomiya Masataka 2) - Chapitre 115 : Osamu Mikumo 13 (三雲 修⑬, Mikumo Osamu 13) |                  |                   |                  |                   |
| 14 | 4 mars 2016      | 978-4-08-880629-7 | 19 octobre 2016  | 978-2-82032-522-8 |
| Liste des chapitres : - Chapitre 116 : Yūichi Jin 9 (迅 悠一⑨, Jin Yūichi 9) - Chapitre 117 : Yōtarō Rindō (林藤 陽太郎, Rindō Yōtarō) - Chapitre 118 : Chika Amatori 5 (雨鳥 千佳⑤, Amatori Chika 5) - Chapitre 119 : Aftokrator 5 (アフトクラトル⑤, Afutokuratoru 5) - Chapitre 120 : Aftokrator 6 (アフトクラトル➅, Afutokuratoru 6) - Chapitre 121 : Galopoula (ガロプラ, Garopura) - Chapitre 122 : Aï Kitora 5 (木虎 蓝⑤, Kitora Ai 5) - Chapitre 123 : Galopoula 2 (ガロプラ②, Garopura 2) - Chapitre 124 : Galopoula 3 (ガロプラ③, Garopura 3) |                  |                   |                  |                   |
| 15 | 3 juin 2016      | 978-4-08-880687-7 | 14 décembre 2016 | 978-2-82032-547-1 |
| Liste des chapitres : - Chapitre 125 : Galopoula 4 (ガロプラ④, Garopura 4) - Chapitre 126 : Galopoula 5 (ガロプラ⑤, Garopura 5) - Chapitre 127 : Galopoula 6 (ガロプラ⑥, Garopura6) - Chapitre 128 : Galopoula 7 (ガロプラ⑦, Garopura 7) - Chapitre 129 : Galopoula 8 (ガロプラ⑧, Garopura 8) - Chapitre 130 : Galopoula 9 (ガロプラ⑨, Garopura 9) - Chapitre 131 : Galopoula 10 (ガロプラ⑩, Garopura 10) - Chapitre 132 : Galopoula 11 (ガロプラ⑪, Garopura 11) - Chapitre 133 : Galopoula 12 (ガロプラ⑫, Garopura 12) |                  |                   |                  |                   |
| 16 | 2 septembre 2016 | 978-4-08-880777-5 | 15 février 2017  | 978-2-82032-806-9 |
| Liste des chapitres : - Chapitre 134 : Yōtarō Rindō 2 (林藤 陽太郎 ②, Rindō Yōtarō 2) - Chapitre 135 : Hüs (ヒュース, Hyūsu) - Chapitre 136 : Galopoula 13 (ガロプラ⑬, Garopura 13) - Chapitre 137 : Unité Katori (香取隊, Katori-tai) - Chapitre 138 : Tamakoma 2 9 (玉駒第２⑨, Tamakoma Dai-ni 9) - Chapitre 139 : Tamakoma 2 10 (玉狛第２⑩, Tamakoma Dai-ni 10) - Chapitre 140 : Tamakoma 2 11 (玉狛第２⑪, Tamakoma Dai-ni 11) - Chapitre 141 : Tamakoma 2 12 (玉狛第２⑫, Tamakoma Dai-ni 12) - Chapitre 142 : Kuniharu Kakizaki (柿崎 国治, Kakizaki Kuniharu) |                  |                   |                  |                   |
| 17 | 2 décembre 2016  | 978-4-08-880822-2 | 21 juin 2017     | 978-2-82032-865-6 |
| Liste des chapitres : - Chapitre 143 : Osamu Mikumo 14 (三雲修⑭, Mikumo Osamu 14) - Chapitre 144 : Yōko Katori (香取 葉子, Katori Yōko) - Chapitre 145 : Tamakoma 2 13 (玉駒第２⑬, Tamakoma Dai-ni 13) - Chapitre 146 : Tamakoma 2 14 (玉駒第２⑭, Tamakoma Dai-ni 14) - Chapitre 147 : Hüs 2 (ヒュース②, Hyūsu 2) - Chapitre 148 : Osamu Mikumo 15 (三雲 修 ⑮, Mikumo Osamu 15) - Chapitre 149 : Chika Amatori 6 (雨取 千佳 ⑥, Amatori Chika 6) - Chapitre 150 : Tamakoma 2 15 (玉狛第二⑮, Tamakoma Dai-ni 15) - Chapitre 151 : Tamakoma 2 16 (玉狛第二⑯, Tamakoma Dai-ni 16) |                  |                   |                  |                   |
| 18 | 3 mars 2017      | 978-4-08-881021-8 | 4 octobre 2017   | 978-2-82032-909-7 |
| Liste des chapitres : - Chapitre 152 : Tamakoma 2 17 (玉狛第二⑰, Tamakoma Dai-ni 17) - Chapitre 153 : Tatsuhito Ikoma (生駒達人, Ikoma Tatsuhito) - Chapitre 154 : Tatsuhito Ikoma 2 (生駒達人 ➁, Ikoma Tatsuhito 2) - Chapitre 155 : L'unité Ōji (王子隊, Ōji-tai) - Chapitre 156 : Kazuaki Ōji (王子 一彰, Ōji Kazuaki) - Chapitre 157 : Tamakoma 2 18 (玉狛第二 ⑱, Tamakoma Dai-ni 18) - Chapitre 158 : Tamakoma 2 19 (玉狛第二 ⑲, Tamakoma Dai-ni 19) - Chapitre 159 : Hüs 3 (ヒュース ③, Hyūsu 3) - Chapitre 160 : Hüs 4 (ヒュース ➃, Hyūsu 4) |                  |                   |                  |                   |
| 19 | 4 décembre 2018  | 978-4-08-881740-8 | 16 octobre 2019  | 978-2-82033-200-4 |
| Liste des chapitres : - Chapitre 161 : Branche Tamakoma 4 (玉狛支部 ➃, Tamakoma-shibu 4) - Chapitre 162 : Branche Tamakoma 5 (玉狛支部 ➄, Tamakoma-shibu 5) - Chapitre 163 : Yuzuru Ema 2 (絵馬 ユズル ➁, Ema Yuzuru 2) - Chapitre 164 : Tamakoma 2 20 (玉狛第二 ⑳, Tamakoma Dai-ni 20) - Chapitre 165 : Osamu Mikumo 16 (三雲修⑯, Mikumo Osamu 16) - Chapitre 166 : Tamakoma 2 21 (玉狛第二 ㉑, Tamakoma Dai-ni 21) - Chapitre 167 : Suzunari 1 2 (鈴鳴第一 ②, Suzunari Daiichi 2) - Chapitre 168 : Suzunari 1 3 (鈴鳴第一 ➂, Suzunari Daiichi 3) - Chapitre 169 : Tamakoma 2 22 (玉狛第二 ㉒, Tamakoma Dai-ni 22) |                  |                   |                  |                   |
| 20 | 4 juin 2019      | 978-4-08-881853-5 | 12 février 2020  | 978-2-82033-775-7 |
| Liste des chapitres : - Chapitre 170 : Tamakoma 2 23 (玉狛第二 ㉓, Tamakoma Dai-ni 23) - Chapitre 171 : Hüs 5 (ヒュース ➄, Hyūsu 5) - Chapitre 172 : Hüs 6 (ヒュース ➅, Hyūsu 6) - Chapitre 173 : Unité Azuma (東隊, Azuma-tai) - Chapitre 174 : Unité Azuma 2 (東隊 ➁, Azuma-tai 2) - Chapitre 175 : Hüs 7 (ヒュース ⑦, Hyūsu 7) - Chapitre 176 : Eizō Netsuki (根付 栄蔵, Netsuki Eizō) - Chapitre 177 : Osamu Mikumo 17 (三雲修⑰, Mikumo Osamu 17) - Chapitre 178 : Unité Ninomiya (二宮隊, Ninomiya-tai) |                  |                   |                  |                   |
| 21 | 4 décembre 2019  | 978-4-08-882150-4 | 8 juillet 2020   | 978-2-82033-818-1 |
| Liste des chapitres : - Chapitre 179 : Chika Amatori 7 (雨取 千佳 ⑦, Amatori Chika 7) - Chapitre 180 : Kazuma Satori (里見 一馬, Satori Kazuma) - Chapitre 181 : Takuma Yuba (弓場 拓磨, Yuba Takuma) - Chapitre 182 : Unité Tamakoma 6 (玉狛支部 ➅, Tamakoma-shibu 6) - Chapitre 183 : Unité Tamakoma 7 (玉狛支部 ⑦, Tamakoma-shibu 7) - Chapitre 184 : Unité Yuba (弓場隊, Yuba-tai) - Chapitre 185 : Unité Ninomiya 2 (二宮隊 ➁, Ninomiya-tai 2) - Chapitre 186 : Hüs 8 (ヒュース ⑧, Hyūsu 8) - Chapitre 187 : Unité Yuba 2 (弓場隊 ②, Yuba-tai 2) |                  |                   |                  |                   |
| 22 | 4 juin 2020      | 978-4-08-882319-5 | 27 janvier 2021  | 978-2-82033-862-4 |
| Liste des chapitres : - Chapitre 188 : Hüs 9 (ヒュース ⑨, Hyūsu 9) - Chapitre 189 : Chika Amatori 8 (雨取 千佳 ⑧, Amatori Chika 8) - Chapitre 190 : Unité Yuba 3 (弓場 隊 ③, Yuba-tai 3) - Chapitre 191 : Unité Yuba 4 (弓場 隊 ④, Yuba-tai 4) - Chapitre 192 : Masataka Ninomiya 3 (二宮 匡貴 ③, Ninomiya Masataka 3) - Chapitre 193 : Masataka Ninomiya 4 (二宮 匡貴 ④, Ninomiya Masataka 4) - Chapitre 194 : Osamu Mikumo 18 (三雲 修 ⑱, Mikumo Osamu 18) - Chapitre 195 : Chika Amatori 9 (雨取 千佳 ⑨, Amatori Chika 9) - Chapitre 196 : Unité Tamakoma 2 24 (玉狛第二 ㉔, Tamakoma Dai-ni 24) |                  |                   |                  |                   |
| 23 | 4 février 2021   | 978-4-08-882497-0 | 15 juillet 2021  | 978-2-82034-096-2 |
| Liste des chapitres : - Chapitre 197 : Dernier match de classe B, milieu de tableau (B級中位最終戦, B-Kyū Chūi Saishū-sen) - Chapitre 198 : Dernier match de classe B, milieu de tableau 2 (B-Kyū Chūi Saishū-sen 2) - Chapitre 199 : Fin des matchs de classe B (B級ランク戦終了, B-Kyū Ranku-sen Shūryō) - Chapitre 200 : Ruka Shinoda (忍田 瑠花, Shinoda Ruka) - Chapitre 201 : Yōtarō Rindō 3 (林藤 陽太郎 ③, Rindō Yōtarō 3) - Chapitre 202 : Galopoula 14 (ガロプラ ⑭, Garopura 14) - Chapitre 203 : Concours pour la sélection du corps expéditionnaire (遠征選抜試験, Ensei Senpatsu Shiken) - Chapitre 204 : Concours pour la sélection du corps expéditionnaire 2 (遠征選抜試験 ②, Ensei Senpatsu Shiken 2) - Chapitre 205 : Concours pour la sélection du corps expéditionnaire 3 (遠征選抜試験 ③, Ensei Senpatsu Shiken 3) |                  |                   |                  |                   |
| 24 | 3 décembre 2021  | 978-4-08-882770-4 | 8 juin 2022      | 978-2-82034-133-4 |
| Liste des chapitres : - Chapitre 206 : Concours pour la sélection du corps d'expéditionnaire 4 (遠征選抜試験 ④, Ensei Senpatsu Shiken 4) - Chapitre 207 : Concours pour la sélection du corps d'expéditionnaire 5 (遠征選抜試験 ⑤, Ensei Senpatsu Shiken 5) - Chapitre 208 : Concours pour la sélection du corps d'expéditionnaire 6 (遠征選抜試験 ⑥, Ensei Senpatsu Shiken 6) - Chapitre 209 : Concours pour la sélection du corps d'expéditionnaire 7 (遠征選抜試験 ⑦, Ensei Senpatsu Shiken 7) - Chapitre 210 : Concours pour la sélection du corps d'expéditionnaire 8 (遠征選抜試験 ⑧, Ensei Senpatsu Shiken 8) - Chapitre 211 : Concours pour la sélection du corps d'expéditionnaire 9 (遠征選抜試験 ⑨, Ensei Senpatsu Shiken 9) - Chapitre 212 : Concours pour la sélection du corps d'expéditionnaire 10 (遠征選抜試験 ⑩, Ensei Senpatsu Shiken 10) - Chapitre 213 : Concours pour la sélection du corps d'expéditionnaire 11 (遠征選抜試験 ⑪, Ensei Senpatsu Shiken 11) |                  |                   |                  |                   |
| 25 | 2 septembre 2022 | 978-4-08-883173-2 | 1er mars 2023    | 978-2-82034-410-6 |
| Liste des chapitres : - Chapitre 214 : 遠征選抜試験 ⑫ (Ensei Senpatsu Shiken 12) - Chapitre 215 : 遠征選抜試験 ⑬ (Ensei Senpatsu Shiken 13) - Chapitre 216 : 遠征選抜試験 ⑭ (Ensei Senpatsu Shiken 14) - Chapitre 217 : 遠征選抜試験 ⑮ (Ensei Senpatsu Shiken 15) - Chapitre 218 : 遠征選抜試験 ⑯ (Ensei Senpatsu Shiken 16) - Chapitre 219 : 遠征選抜試験 ⑰ (Ensei Senpatsu Shiken 17) - Chapitre 220 : 遠征選抜試験 ⑱ (Ensei Senpatsu Shiken 18) - Chapitre 221 : 遠征選抜試験 ⑲ (Ensei Senpatsu Shiken 19) - Chapitre 222 : 遠征選抜試験 ⑳ (Ensei Senpatsu Shiken 20) - Chapitre 223 : 遠征選抜試験 ㉑ (Ensei Senpatsu Shiken 21) |                  |                   |                  |                   |
| 26 | 2 juin 2023      | 978-4-08-883461-0 | 24 janvier 2024  | 978-2-82034-801-2 |
| Liste des chapitres : - Chapitre 224 : 遠征選抜試験 ㉒ (Ensei Senpatsu Shiken 22) - Chapitre 225 : 香取隊 ➁ (Katori-tai 2) - Chapitre 226 : 遠征選抜試験 ㉓ (Ensei Senpatsu Shiken 23) - Chapitre 227 : 遠征選抜試験 ㉔ (Ensei Senpatsu Shiken 24) - Chapitre 228 : 遠征選抜試験 ㉕ (Ensei Senpatsu Shiken 25) - Chapitre 229 : 遠征選抜試験 ㉖ (Ensei Senpatsu Shiken 26) - Chapitre 230 : 遠征選抜試験 ㉗ (Ensei Senpatsu Shiken 27) - Chapitre 231 : 遠征選抜試験 ㉘ (Ensei Senpatsu Shiken 28) |                  |                   |                  |                   |
| 27 | 2 mai 2024       | 978-4-08-883852-6 | 2 janvier 2025   | 978-2-82034-906-4 |
| Liste des chapitres : - Chapitre 232 : 遠征選抜試験 ㉙ (Ensei Senpatsu Shiken 29) - Chapitre 233 : 遠征選抜試験 ㉚ (Ensei Senpatsu Shiken 30) - Chapitre 234 : 遠征選抜試験 ㉛ (Ensei Senpatsu Shiken 31) - Chapitre 235 : 遠征選抜試験 ㉜ (Ensei Senpatsu Shiken 32) - Chapitre 236 : 鳩原 未来 (Hatohara Mirai) - Chapitre 237 : 遠征選抜試験 ㉝ (Ensei Senpatsu Shiken 33) - Chapitre 238 : 遠征選抜試験 ㉞ (Ensei Senpatsu Shiken 34) |                  |                   |                  |                   |
| 28 | 4 février 2025   | 978-4-08-884367-4 |                  |                   |
| Liste des chapitres : - Chapitre 239 : 遠征選抜試験 ㉟ (Ensei Senpatsu Shiken 35) - Chapitre 240 : 遠征選抜試験 ㊱ (Ensei Senpatsu Shiken 36) - Chapitre 241 : 遠征選抜試験 ㊲ (Ensei Senpatsu Shiken 37) - Chapitre 242 : 遠征選抜試験 ㊳ (Ensei Senpatsu Shiken 38) - Chapitre 243 : 遠征選抜試験 ㊴ (Ensei Senpatsu Shiken 39) - Chapitre 244 : 遠征選抜試験 ㊵ (Ensei Senpatsu Shiken 40) - Chapitre 245 : 若村 麓郎 (Rokurō Wakamura) - Chapitre 246 : 若村 麓郎 ② (Rokurō Wakamura 2) - Chapitre 247 : 若村 麓郎 ③ (Rokurō Wakamura 3) |                  |                   |                  |                   |
| — |                  |                   |                  |                   |
| Liste des chapitres : - Chapitre 248 : 若村 麓郎 ④ (Rokurō Wakamura 4) - Chapitre 249 : 遠征選抜試験 ㊶ (Ensei Senpatsu Shiken 41) - Chapitre 250 : 遠征選抜試験 ㊷ (Ensei Senpatsu Shiken 42) - Chapitre 251 : 志岐小夜子 (Shiki Sayoko) - Chapitre 252 : 遠征選抜試験 ㊸ (Ensei Senpatsu Shiken 43) - Chapitre 253 : 遠征選抜試験 ㊹ (Ensei Senpatsu Shiken 44) - Chapitre 254 : 遠征選抜試験 ㊺ (Ensei Senpatsu Shiken 45) - Chapitre 255 : 遠征選抜試験 ㊻ (Ensei Senpatsu Shiken 46) - Chapitre 256 : 遠征選抜試験 ㊼ (Ensei Senpatsu Shiken 47) |                  |                   |                  |                   |

## Anime
L'adaptation en série télévisée d'animation est annoncée en mai 2014. Celle-ci est produite par le studio Toei Animation et est diffusée depuis le 5 octobre 2014. Puis, Isekai kara no tōbōsha, proposant une histoire inédite, est diffusée à partir d'octobre 2015. Dans les pays francophones, la série est diffusée en simulcast sur Crunchyroll à partir du 26 avril 2015.
La deuxième saison est diffusée depuis le 9 janvier 2021. Une troisième saison est également annoncée.

### Liste des épisodes
| No | Titre français                                              | Titre japonais               | Titre japonais                          | Date de 1re diffusion |
| No | Titre français                                              | Kanji                        | Rōmaji                                  | Date de 1re diffusion |
| -- | ----------------------------------------------------------- | ---------------------------- | --------------------------------------- | --------------------- |
| 1  | Les visiteurs venus d’un autre monde                        | 異世界からの訪問者           | Isekai kara no raihōsha                 | 5 octobre 2014        |
| 2  | Les Neighbors et les soldats-trions                         | 近界民とトリオン兵           | Neibā to Torion-hei                     | 12 octobre 2014       |
| 3  | Les capacités d’Osamu Mikumo                                | 三雲修の実力                 | Mikumo Osamu no jitsuryoku              | 19 octobre 2014       |
| 4  | Ai Kitora, agent de l’unité Arashiyama, nº 5 de la classe A | A級５位・嵐山隊の木虎藍      | A-kyū 5-i: Arashiyama-tai no Kitora Ai  | 2 novembre 2014       |
| 5  | La crème de l’élite, Yûichi Jin                             | 実力派エリート・迅悠一       | Jitsuryoku-ha erīto: Jin Yūichi         | 9 novembre 2014       |
| 6  | Le Side Effect de Chika Amatori                             | 雨取千佳のサイドエフェクト   | Amatori Chika no saido efekuto          | 16 novembre 2014      |
| 7  | L’assaut de l’unité Miwa                                    | 三輪隊の強襲                 | Miwa-tai no kyōshū                      | 23 novembre 2014      |
| 8  | Le Black Trigger                                            | ブラックトリガー             | Burakku Torigā                          | 30 novembre 2014      |
| 9  | L’agence nommée Border                                      | ボーダーという組織           | Bōdā to iu soshiki                      | 7 décembre 2014       |
| 10 | La branche Tamakoma                                         | 玉狛支部                     | Tamakoma-shibu                          | 14 décembre 2014      |
| 11 | Leurs choix respectifs                                      | それぞれの決意               | Sorezore no ketsui                      | 21 décembre 2014      |
| 12 | Les classe A de la Tamakoma                                 | 玉狛のA級隊員                | Tamakoma no A-kyū taiin                 | 28 décembre 2014      |
| 13 | Les troupes d’élite du Border                               | ボーダートップチーム         | Bōdā toppu chīmu                        | 11 janvier 2015       |
| 14 | L’attacker nº 1, Kei Tachikawa                              | ＮＯ．１アタッカー・太刀川慶 | NO. 1 atakkā Tachikawa Kei              | 18 janvier 2015       |
| 15 | Fûjin, le Black Trigger                                     | ブラックトリガー・風刃       | Burakku Torigā Fūjin                    | 25 janvier 2015       |
| 16 | Le futur en mouvement                                       | 動き出す未来                 | Ugokidasu mirai                         | 8 février 2015        |
| 17 | L’enrôlement au Border                                      | ボーダー正式入隊             | Bōdā seishikinyuutai                    | 15 février 2015       |
| 18 | Osamu Mikumo contre Soya Kazama                             | 三雲修VS風間蒼也             | Sôya Kazama vs Osamu Mikumo             | 22 février 2015       |
| 19 | Matchs de classe ! Le stratagème de Shun Midorikawa         | ランク戦！緑川駿の策略       | Ranku-sen! Midorikawa Shun no sakuryaku | 1er mars 2015         |
| 20 | Duel ! Yûma vs Midorikawa                                   | 激突！遊真ＶＳ．緑川         | Gekitotsu! Yūma VS. Midorikawa          | 8 mars 2015           |
| 21 | Le monde des Neighbors                                      | 近界民の世界                 | Neibā no sekai                          | 15 mars 2015          |
| 22 | Le début de l’invasion massive                              | 大規模侵攻開始               | Daikibo shinkō kaishi                   | 22 mars 2015          |
| 23 | Le pays des dieux, Aftokrator                               | 神の国アフトクラトル         | Kami no kuni afutokuratoru              | 29 mars 2015          |
| 24 | Les oisillons de Meeden                                     | 玄界の雛鳥                   | Miden no hinadori                       | 5 avril 2015          |
| 25 | L'unité la plus puissante du Border                         | ボーダー最強の部隊           | Bōdā saikyō no butai                    | 12 avril 2015         |
| 26 | Confrontation ! Enedora vs. l'unité Kazama                  | 激闘！エネドラVS風間隊       | Gekitō! Enedora VS Kazama-tai           | 19 avril 2015         |
| 27 | La contre-attaque du Border                                 | 反撃のボーダー               | Hangeki no bōdā                         | 26 avril 2015         |
| 28 | L’utilisateur d’Organon                                     | 星の杖の使い手               | Orugan no tsukaite                      | 3 mai 2015            |
| 29 | Le croisement du futur                                      | 運命の分岐点                 | Unmei no bunkiten                       | 10 mai 2015           |
| 30 | Le général ennemi, Hyrein                                   | 敵将ハイレイン               | Tekishō Hairein                         | 17 mai 2015           |
| 31 | La détermination d’Osamu Mikumo                             | 三雲修の覚悟                 | Mikumo Osamu no kakugo                  | 24 mai 2015           |
| 32 | La ténacité d’Enedora                                       | 執念のエネドラ               | Shūnen no Enedora                       | 31 mai 2015           |
| 33 | La terreur de Hyrein                                        | ハイレインの恐怖             | Hairein no Kyōfu                        | 7 juin 2015           |
| 34 | Fin du combat acharné ! La bataille la plus violente        | 激闘決着！最強の戦い         | Gekitō Kecchaku! Saikyō no Tatakai      | 14 juin 2015          |
| 35 | À la fin de la bataille                                     | 戦いの果てに                 | Tatakai no Hate ni                      | 21 juin 2015          |
| 36 | Les démunis                                                 | 持たざるモノ                 | Motazaru Mono                           | 28 juin 2015          |
| 37 | Héros et partenaires                                        | ヒーローと相棒               | Hīrō to Aibō                            | 5 juillet 2015        |
| 38 | Coup d’envoi des matchs de classe B                         | B級ランク戦開幕              | Bkyū Rankusen Kaimaku                   | 19 juillet 2015       |
| 39 | Les unités Suwa et Arafune                                  | 諏訪隊と荒船隊               | Suwatai to Arafunetai                   | 26 juillet 2015       |
| 40 | Les débuts de l’unité Mikumo                                | 始動！三雲隊                 | Shidō! Mikumo-tai                       | 2 août 2015           |
| 41 | Le novice effronté                                          | 生意気な新人（ルーキー）     | Namaikina Rūkī                          | 9 août 2015           |
| 42 | Kô Murakami de l’équipe Suzunari–1                          | 鈴鳴第一の村上鋼             | Suzunari Daiichi no Murakami Kō         | 16 août 2015          |
| 43 | Le choix de l’unité Nasu                                    | 那須隊の選択                 | Nasu-tai no Sentaku                     | 23 août 2015          |
| 44 | Bataille par mauvais temps                                  | 悪天候の戦闘                 | Akutenkō no Sentō                       | 30 août 2015          |
| 45 | Ce qui détermine la victoire                                | 勝負を決めるもの             | Shōbu o Kimeru Mono                     | 6 septembre 2015      |
| 46 | L’obstination des attackers                                 | エースの意地                 | Ēsu no Iji                              | 20 septembre 2015     |
| 47 | La fierté d’un capitaine                                    | 隊長のプライド               | Taichō no Puraido                       | 27 septembre 2015     |
| 48 | Puis, vers le lendemain                                     | そして明日へ                 | Soshite Ashita e                        | 4 octobre 2015        |
| 49 | Les fugitifs d’un autre monde                               | 異世界からの逃亡者           | Isekai Kara no Tōbōsha                  | 11 octobre 2015       |
| 50 | L’assaillant sans forme                                     | 姿なき襲撃者                 | Sugata Naki Shūgeki-sha                 | 18 octobre 2015       |
| 51 | Les soldats-trions de Xeno                                  | ゼノのトリオン兵             | Zeno no Torion Hei                      | 25 octobre 2015       |
| 52 | Le soleil couchant de Meeden                                | 玄界の夕陽                   | Meeden no Yūhi                          | 1er novembre 2015     |
| 53 | Ceux à protéger                                             | 守るべきもの                 | Sukuwareru Wan                          | 8 novembre 2015       |
| 54 | L’offensive de Gieve                                        | ギグのコウセイ               | Giev no Surasuto                        | 15 novembre 2015      |
| 55 | Dead or alive                                               | デッド・オア・アライブ       | Deddo oa Araibu                         | 22 novembre 2015      |
| 56 | Le mystère de Lilith                                        | リリスの謎                   | Ririsu no Nazo                          | 29 novembre 2015      |
| 57 | Xeno et Lilith                                              | ゼノとリリス                 | Zeno to Ririsu                          | 6 décembre 2015       |
| 58 | Osamu en captivité                                          | 囚われの修                   | Toraware no Osamu                       | 13 décembre 2015      |
| 59 | Les deux Black Triggers                                     | 二つのブラックトリガー       | Futatsu no Burakku Torigā               | 20 décembre 2015      |
| 60 | L’aventure de Yôtarô                                        | 陽太郎の冒険                 | Yōtarō no Bōken                         | 27 décembre 2015      |
| 61 | Vérité et mensonges                                         | 真実と嘘                     | Shinjitsu to Uso                        | 10 janvier 2016       |
| 62 | Gieve et Charon                                             | ギーヴとカロン               | Gīvu to Karon                           | 17 janvier 2016       |
| 63 | Le futur qui s’inverse                                      | 反転する未来                 | Hanten Suru Mirai                       | 24 janvier 2016       |
| 64 | Le prisonnier d’Aftokrator                                  | アフトクラトルの捕虜         | Afutokuratoru no Horyo                  | 31 janvier 2016       |
| 65 | Le shooter nº 1, Masataka Ninomiya                          | ＮＯ．１シューター二宮匡貴   | No. 1 Shūtā: Ninomiya Masataka          | 7 février 2016        |
| 66 | Les crocs aiguisés                                          | 研ぎ澄まされた牙             | Togisumasare ta kiba                    | 14 février 2016       |
| 67 | Match de classe en 1re poule                                | Ｂ級上位戦                   | B-kyū Jōi-sen                           | 21 février 2016       |
| 68 | La Tamakoma prise pour cible                                | 狙われる玉狛                 | Nerawareru Tamakoma                     | 28 février 2016       |
| 69 | Mêlée générale                                              | バトルロイヤル               | Batoru Roiyaru                          | 6 mars 2016           |
| 70 | Le devoir du capitaine                                      | 隊長の務め                   | Taichō no Tsutome                       | 13 mars 2016          |
| 71 | Une nouvelle menace                                         | 新たなる脅威                 | Aratanaru Kyōi                          | 20 mars 2016          |
| 72 | L’unité Mikumo évolue                                       | 進化する三雲隊               | Shinka Suru Mikumo-tai                  | 27 mars 2016          |
| 73 | Vers le futur                                               | 未来へ                       | Mirai e                                 | 3 avril 2016          |

### Doublage
| Personnages   | Personnages   | Voix japonaises |
| ------------- | ------------- | --------------- |
| Yûma Kuga     | Yûma Kuga     | Tomo Muranaka   |
| Osamu Mikumo  | Osamu Mikumo  | Yūki Kaji       |
| Chika Amatori | Chika Amatori | Nao Tamura      |
| Replica       | Replica       | Hideyuki Tanaka |
| Yûichi Jin    | Yûichi Jin    | Yūichi Nakamura |